# Alexandre Ribot
Alexandre Ribot (Saint-Omer, 1842. február 7. – Párizs, 1923. január 13.) francia politikus, a Harmadik Francia Köztársaság 27., 31., 48. és 51. miniszterelnöke.

## Élete
Alexandre Ribot 1842. február 7-én született Saint-Omerben. Jogi tanulmányokat folytatott, majd az igazságügy-minisztérium bűnügyi osztályának igazgatójává nevezték ki. 1878-ban Pas-de-Calais képviselőjévé választották. Ribot mérsékelt köztársasági nézeteket vallott és pénzügyre szakosodott. 1885-ben átmenetileg elvesztette képviselői pozícióját, 1887-ben azonban újraválasztották és 1909-ig töltötte be megbízatását, amikor bejutott a szenátusba.
1890 márciusától 1892 februárjáig külügyminiszterként tevékenykedett és közeledést kezdeményezett az Orosz Birodalomhoz, amely 1894-ben szövetséggé érett. Rövid szünet után, 1892. december 6-án folytatta külügyminiszteri megbízását és kinevezték miniszterelnökké, de a kormánya négy hónap múlva megbukott a Panama-csatorna miatt kitört botrány következtében. 1895. január 26-ától ismét miniszterelnök lett, emellett a pénzügyminiszteri teendőket is ellátta. Támogatta azt az expedíciót, amelynek célja a Madagaszkár feletti védnökség megszerzése volt, de egy újabb pénzügyi botrány miatt ismét lemondásra kényszerült.
1896-tól 1914-ig az ellenzék tagja volt. 1906-ban a Francia Akadémia tagja lett. 1909-ben Pas-de-Calais szenátorává választották, ebben a szerepkörben a külügyi feladatokra specializálta magát. 1914 júniusában rövid időre újra miniszterelnök lett. A kormány bukása után az igazságügy-miniszteri tárcát kapta meg. Augusztusban, az első világháború kitörése után ismét pénzügyminiszterré nevezték ki. Ezt a pozíciót több mint két éven keresztül töltötte be. 1917 márciusától szeptemberig újra miniszterelnök lett és a külügyminiszteri tárcát is ő látta el. Legfontosabb cselekedete Philippe Pétain kinevezése volt a francia hadsereg főparancsnoki pozíciójára.

## Kapcsolódó szócikk
- Franciaország miniszterelnökeinek listája

| Elődje: Émile Loubet | Franciaország kormányfője 1892. december 6. – 1893. március 30. | Utódja: Charles Dupuy |

| Elődje: Charles Dupuy | Franciaország kormányfője 1895. január 26. – 1895. október 28. | Utódja: Léon Bourgeois |

| Elődje: Gaston Doumergue | Franciaország kormányfője 1914. június 9. – 1914. június 12. | Utódja: René Viviani |

| Elődje: Aristide Briand | Franciaország kormányfője 1917. március 20. – 1917. szeptember 12. | Utódja: Paul Painlevé |